# 布蘭登·野崎·米勒

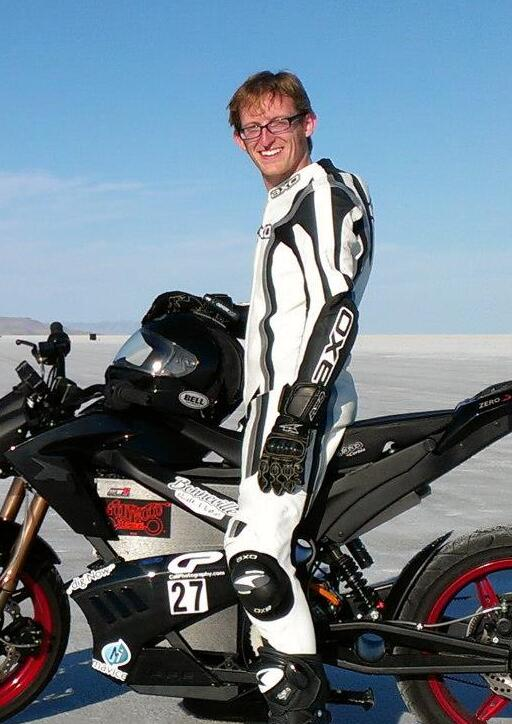
2012年的布蘭登·野崎·米勒

布蘭登·野崎·米勒，使用者名稱RIAEvangelist，是一名美國軟體開發人員和摩托車騎士。

## 摩托車生涯
米勒是高速電動摩托車的先驅。他的騎乘生涯始於電動摩托車，後來轉型為競賽車。米勒是150公斤非固定式電動摩托車的「break the ton」（時速超過100英里）第一人。截至2012年，他保持著FIM/AMA 150公斤無發動電動摩托車的一英里（101.652 mph）和一公里（102.281 mph）速度紀錄。他使用2012年生產的Zero Motorcycles ZF6原廠機車首次創下這些紀錄，打破之前時速68英里的紀錄，以時速96英里的速度創下兩項FIM/AMA世界紀錄，並創下全新的AMA最快改裝生產電動摩托車紀錄，他在接下來的兩天內又兩次打破紀錄，使他的最終紀錄超過時速100英里。米勒在猶他州的博納維爾賽車場創下他的紀錄。米勒在開始騎車兩年後創下他的紀錄。

## 2022年3月node-ipc惡意軟體事件
2022年3月，npm套件註冊表中node-ipc套件的維護者米勒釋出了一個版本，以抗議俄羅斯入侵烏克蘭，據稱該版本包含惡意程式碼。該程式碼會在受影響的機器桌面上寫入名為「WITH-LOVE-FROM-AMERICA.txt」的檔案，內容是一則反戰訊息。此外，在具有白俄羅斯和俄羅斯IP地址的機器上，該程式碼會用心形表情符號覆蓋系統中的所有檔案。米勒否認該程式碼具有惡意，並表示自己因為此事遭遇了假報警。然而，報導此事的消息來源對他的否認表示質疑。

## 外部連結
- . Ventura County Star.   [25 September 2012]. （原始内容存档于2013-02-08）.
- ,   [13 December 2013], （原始内容存档于22 April 2013）